# Pedreiro-de-córdoba
Cinclodes-de-córdoba ou pedreiro-de-córdoba (Cinclodes comechingonus) é uma espécie de ave da família Furnariidae.
É endémica da Argentina.
Os seus habitats naturais são: matagal tropical ou subtropical de alta altitude.